# Jeff Beal
Jefferson Beal, detto Jeff  (Hayward, 20 giugno 1963), è un compositore e musicista statunitense.

## Colonne sonore

### Televisione
- Monk – serie TV, 123 episodi (2002-2009)
- Carnivàle – serie TV, 24 episodi (2003-2005)
- Roma (Rome) – serie TV, 22 episodi (2005-2007)
- Ugly Betty – serie TV, 65 episodi (2006-2009)
- Un giorno perfetto (A Perfect Day), regia di Peter Levin – film TV (2006)
- House of Cards - Gli intrighi del potere – serie TV, 73 episodi (2013-2018)
- Mr. Monk's Last Case: A Monk Movie, regia di Randy Zisk  – film TV (2023)

### Cinema
- Breaking News a Yuba County (Breaking News in Yuba County), regia di Tate Taylor (2021)
- JFK Revisited: Through the Looking Glass, regia di Oliver Stone – documentario (2021)
- Raymond & Ray, regia di Rodrigo García (2022)